# James Brough (Paläontologe)
James Brough (* um 1904; † 28. Oktober 1988) war ein britischer Paläontologe.
James Brough studierte am Armstrong College (der späteren University of Newcastle upon Tyne) Geologie mit dem Bachelor-Abschluss. Er promovierte an der University of Manchester und lehrte an der University of Edinburgh. 1939 wurde er Lecturer in Zoologie in Edinburgh. 1944 wurde er Professor für Zoologie und vergleichende Anatomie am University College Cardiff. 1969 wurde er emeritiert.
Er befasste sich vor allem mit fossilen Fischen, zum Beispiel der frühen Evolution von Knochenfischen (Palaeonisciformes).
Er sammelte unter anderem in Südafrika (Karoo-Supergruppe), Rhodesien, den österreichischen Alpen und Norditalien (Besano) und auf Spitzbergen.
1935 benannte er die Knorpelfisch-Gattung Lissodus der Hybodontiformes.
Seine Ehefrau Margaret C. Steen war ebenfalls promovierte Paläontologin, die sich mit der Frühgeschichte der Amphibien befasste und die Karbon-Amphibien von Joggins Fossil Cliffs bearbeitete. Sie veröffentlichten auch zusammen über Tetrapoden des Perm und Karbon.
1940 wurde er Fellow der Royal Society of Edinburgh.

## Schriften
- On the Structure and Relationships of the Hybodont Sharks.  Memoirs and Proceedings of the Manchester Literary and Philosophical Society, Band 79 1935, S. 35–50.
- On Fossil Fishes from the Karoo System and some general considerations on the Bony Fishes of the Triassic period. Proceedings of the Zoological Society, 1931, S. 235–296.
- The Triassic Fishes of Besano, Lombardy. British Museum (Nat.Hist.), London, 1939